# Segurança do trabalho

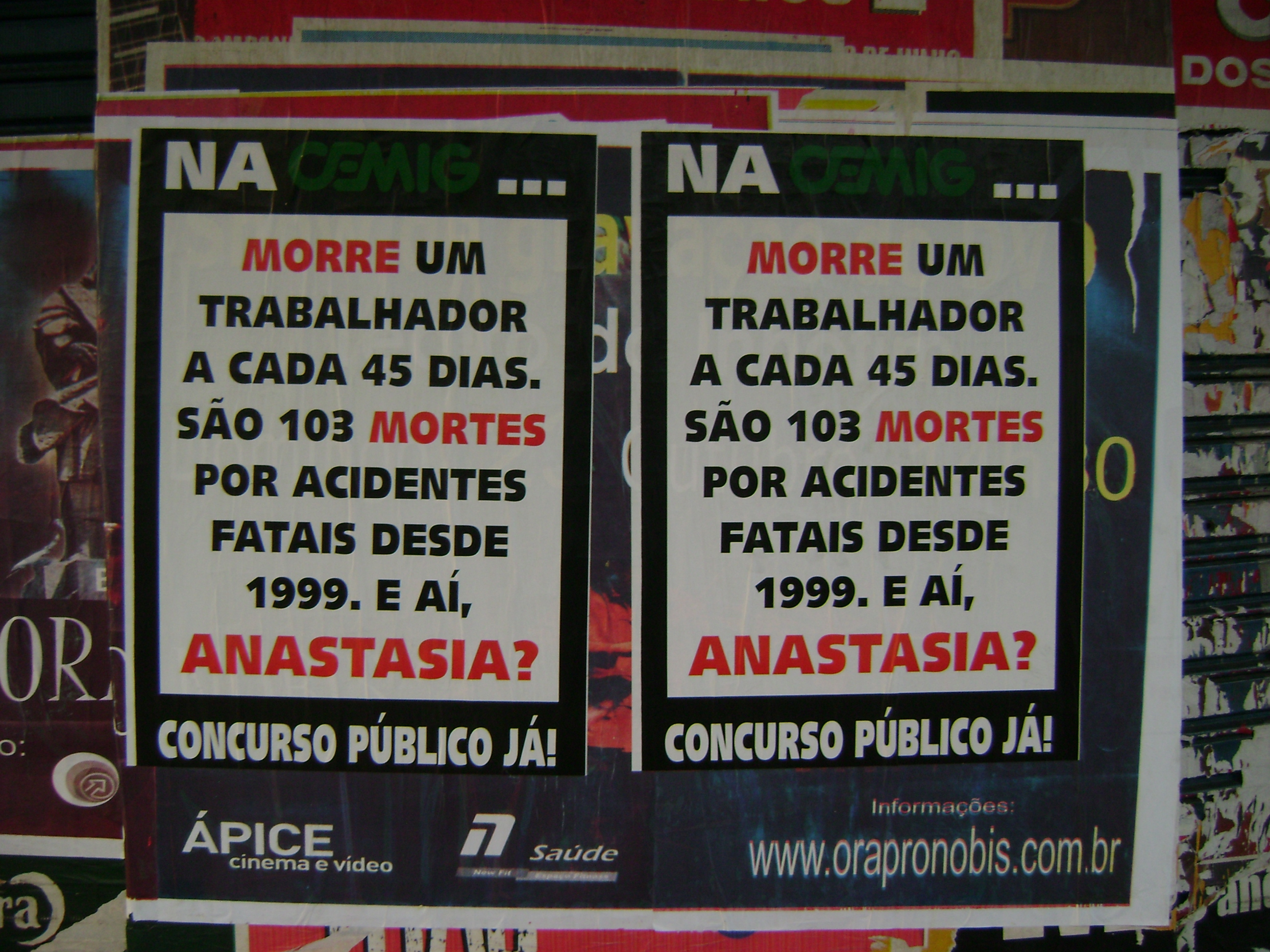
Cartazes afixados na Avenida Amazonas, em Belo Horizonte, alertando sobre a segurança do trabalho na Companhia Energética de Minas Gerais (CEMIG).

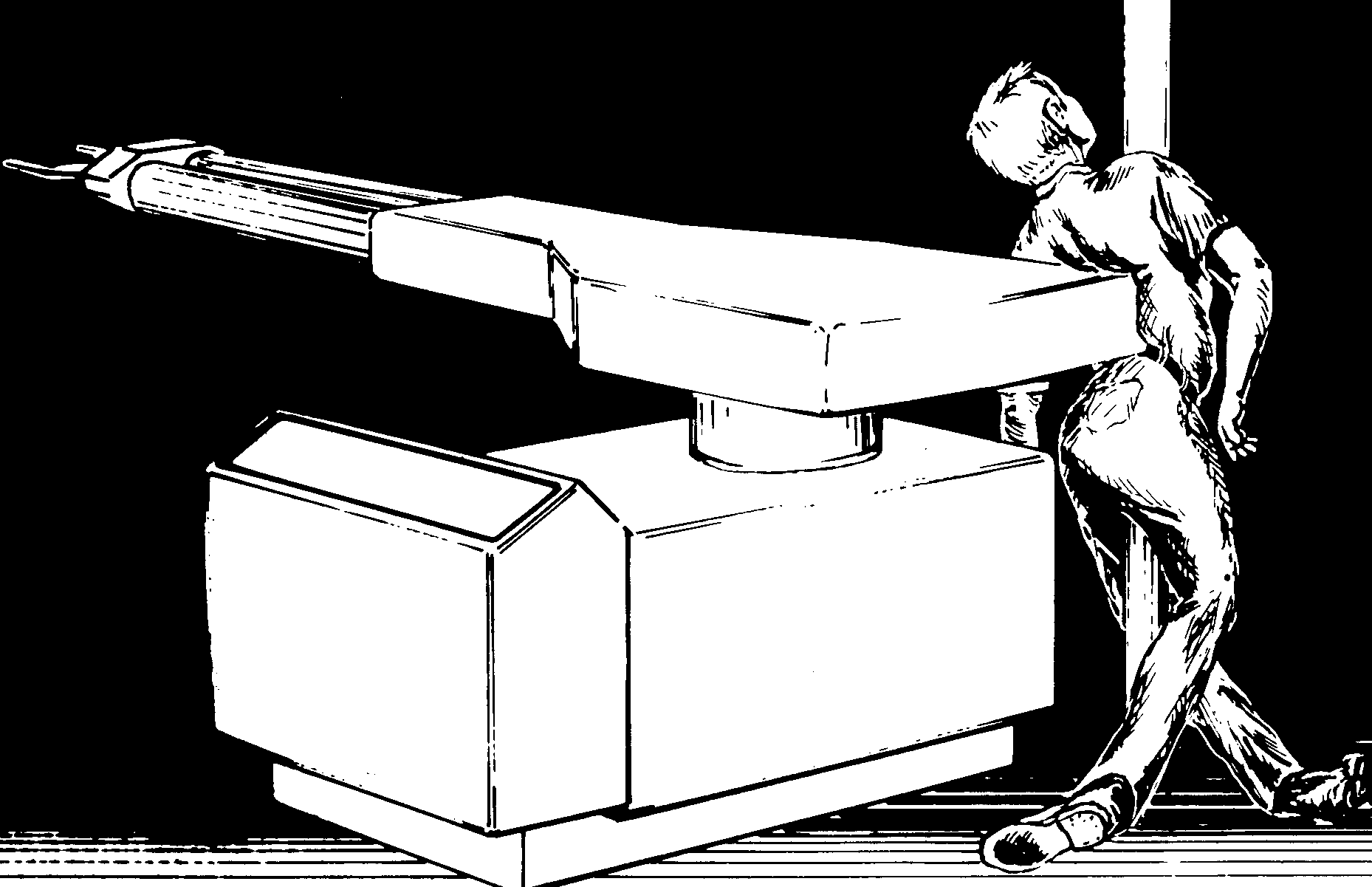
Acidente fatal ocorrido com um robô industrial, em 1984, como relatado pelo Centro de Controle e Prevenção de Doenças.

A segurança do trabalho (ou também denominada segurança ocupacional) é uma ciência que tem o objetivo de promover a proteção do trabalhador em seu local de trabalho, visando a redução de acidentes de trabalho e doenças ocupacionais.
É uma das áreas da segurança e saúde do trabalho (ou também denominada segurança e saúde ocupacional), cujo objetivo é identificar, avaliar e controlar situações de risco, proporcionando um local de trabalho seguro e saudável para as pessoas.
Destacam-se entre as principais atividades de segurança do trabalho: prevenção de acidentes; promoção da saúde; promoção de cursos e treinamentos; elaboração de documentos técnicos, elaboração de pericias trabalhistas; consultoria ou assessoria.

## Brasil
No Brasil, a segurança e saúde do trabalho é regulamentada na forma do Serviço Especializado em Engenharia de Segurança e em Medicina do Trabalho (SESMT). Este serviço está previsto na Consolidação das Leis do Trabalho (CLT) e regulamentado pela portaria nº 3.214 de 08 de junho de 1978, considerando o disposto no art. 200, da CLT, com redação dada pela Lei nº 6.514, de 22 de dezembro de 1977 do Ministério do Trabalho e Emprego, por intermédio da Norma Regulamentadora nº 4 (NR 4), e as normas da ABNT referentes a segurança do trabalho.
Segundo Nogueira (1987), a primeira estatística oficial disponível sobre acidentes de trabalho no Brasil data de 1969, tendo-se registrado a marca alarmante de 1.059.296 acidentes em uma população de 7.268.449 trabalhadores, sendo que pelo menos 14,47% daqueles trabalhadores tinham sofrido pelo menos um acidente durante aquele ano. Esse índice apresentou tendências crescentes até atingir o máximo de 18,10% em 1972. A partir de 1975, com a adoção de medidas preventivas e a atuação governamental nessa área, os índices tenderam a decrescer, baixando para 3,84% em 1984.
O país tem investido em ações de legislação, fiscalização e a implantação de preceitos e valores de prevenção na segurança do trabalho. De acordo com pesquisa realizada pelo Serviço Social da Indústria, entre outubro de 2015 e fevereiro de 2016, 71,6% das indústrias afirmaram dar alta atenção à saúde e segurança dos trabalhadores. Empresas grandes e médias de todo o Brasil que participaram do levantamento, indicaram que os investimentos em segurança e saúde do trabalho dão retorno aos negócios. A mesma pesquisa mostrou que o grau de atenção da indústria brasileira ao tema deve aumentar nos próximos cinco anos. E desde 2012, o Conselho Superior da Justiça do Trabalho promove o Programa Nacional de Prevenção de Acidentes de Trabalho,
Contudo, o Brasil ainda permanece como um dos países com maior índice de acidentes. Este se concentra em alguns setores, como na construção civil e transportes.

## História
A história da segurança do trabalho no Brasil acompanha o desenvolvimento da industrialização e da legislação trabalhista no país, tendo evoluído significativamente a partir do século XX. Os primeiros registros de preocupação institucional com a proteção à saúde e à integridade física dos trabalhadores datam do início da Era Vargas, com a criação de normas e órgãos voltados à fiscalização das condições de trabalho.

### Primeiras iniciativas legais
A primeira legislação brasileira a tratar da segurança no trabalho foi o Decreto nº 1.313, de 17 de janeiro de 1891, que dispunha sobre a inspeção dos estabelecimentos industriais nas capitais dos estados. No entanto, sua aplicação foi limitada e pouco efetiva. Somente com o avanço das políticas trabalhistas na década de 1930, durante o governo de Getúlio Vargas, é que surgiram medidas mais sistemáticas. Em 1934, a Constituição Federal já previa a proteção ao trabalhador, estabelecendo direitos como a jornada de trabalho de oito horas e descanso semanal remunerado.
O marco inicial mais relevante da segurança do trabalho no Brasil ocorreu com a criação da Consolidação das Leis do Trabalho (CLT), em 1º de maio de 1943. A CLT estabeleceu normas específicas relacionadas à higiene, medicina e segurança do trabalho, organizando os direitos dos trabalhadores em uma legislação unificada.

### Consolidação e regulamentações técnicas
Com o processo de modernização e crescimento industrial do país, especialmente a partir da década de 1960, intensificou-se a preocupação com a prevenção de acidentes e doenças ocupacionais. Em 1977, o Brasil criou o Programa de Controle Médico de Saúde Ocupacional (PCMSO) e, em 1978, foi instituída a Portaria nº 3.214 do Ministério do Trabalho, que regulamentou as chamadas Normas Regulamentadoras (NRs). Essas normas definem os requisitos técnicos e legais para assegurar condições seguras e saudáveis de trabalho, abrangendo desde o uso de Equipamentos de Proteção Individual (EPIs) até a ergonomia e o trabalho em altura.
Ao longo das décadas seguintes, as NRs foram continuamente revisadas e atualizadas, incorporando avanços técnicos e científicos, bem como diretrizes da Organização Internacional do Trabalho (OIT), da qual o Brasil é membro desde 1919.

### Política Nacional de Segurança e Saúde no Trabalho
Em 2011, foi instituída a Política Nacional de Segurança e Saúde no Trabalho (PNSST) por meio do Decreto nº 7.602. A política tem como objetivo integrar ações dos poderes públicos nas áreas de saúde, trabalho e previdência social, promovendo uma cultura nacional de prevenção. Ela estabelece diretrizes para a gestão de riscos ocupacionais, a vigilância sanitária e epidemiológica, e a formação e capacitação de trabalhadores e empregadores.

### Tendências contemporâneas
Nos últimos anos, a segurança do trabalho no Brasil tem sido influenciada por temas como sustentabilidade, bem-estar organizacional, diversidade e inclusão, além da incorporação de tecnologias como inteligência artificial, internet das coisas (IoT) e análise de dados na gestão da segurança ocupacional. A pandemia de COVID-19 também ampliou o foco em biossegurança e saúde mental no ambiente de trabalho.
O fortalecimento de políticas de compliance trabalhista, a fiscalização digital por meio do eSocial, e a adoção de boas práticas internacionais têm contribuído para uma maior institucionalização da cultura de prevenção de acidentes e doenças relacionadas ao trabalho no Brasil.